# Ariadna dissimilis
Ariadna dissimilis är en spindelart som beskrevs av Lucien Berland 1924. Ariadna dissimilis ingår i släktet Ariadna och familjen sexögonspindlar.
Artens utbredningsområde är Nya Kaledonien. Inga underarter finns listade i Catalogue of Life.